# Сергеева, Люся Ивановна
Люся Ивановна Сергеева (1941 — 5 ноября 2017) — бригадир Горно-Алтайского мясокомбината, полный кавалер ордена Трудовой Славы.

## Биография
Люся Сергеева родилась в 1941 году в селе Майма-Чергачак (ныне село Майма, Майминский район, Республика Алтай) в семье военного, помимо неё, в семье было ещё трое детей. После начала Великой Отечественной войны её отец был отправлен на фронт, а в декабре 1941 года получил ранение и скончался в госпитале. Мать же работала охранником в сберкассе и убирала в школе. В 1957 году она окончила 8 классов школы и уехала продолжать обучение в Барнаул, по специальности — электрик. После получения образования была электромонтёром на хлопчатобумажном комбинате. Через 2 года у её матери начались серьёзные проблемы со здоровьем и Люся Ивановна вернулась домой.
После выздоровления матери Люся Сергеевна не стала возвращаться в Барнаул, а переехала в Узбекскую ССР к своей тёте, где вышла замуж. Её муж был шофёром на строительстве водоканала имения В. И. Ленина, а Люся Сергеева работала стрелочником на железной дороге, но узбекский климат не подошёл для их сына и семья была вынуждена вернуться в родное село Люси Сергеевой.
В 1962 году она устроилась работать рабочей кулинарного цеха в Горно-Алтайском мясокомбинате, который находился в селе Соузга (Майминский район, Республика Алтай). Вскоре начала вылеплять от 40 до 45 килограммов пельменей за смену при том, что норма была вылепить 13 килограмм за смену. После закрытия кулинарного цеха она перешла работать в убойный цех скотобойцем. За год выросла с 1-го до 5-го разряда, а вскоре была назначена бригадиром цеха и получила 6-й разряд.
В 1997 году она вышла на пенсию. Люся Ивановна Сергеева скончалась 5 ноября 2017 года.

## Награды
Люся Ивановна была отмечена следующими наградами:
- Орден Трудовой Славы 1-й степени (Указ Президиума Верховного Совета СССР от 23 октября 1991);
- Орден Трудовой Славы 2-й степени (Указ Президиума Верховного Совета СССР от 29 августа 1986);
- Орден Трудовой Славы 3-й степени (Указ Президиума Верховного Совета СССР от 21 апреля 1975);
- так же ряд прочих медалей.